# バンタムクラスステージ
バンタムクラスステージは、東京都を拠点に活動している日本の舞台プロデュース団体である。退廃的な、犯罪や暴力をえがく演劇作品を上演している。暴力表現があるため、公演を12歳未満入場禁止としていることがある。

## 概要
大阪芸術大学映像学科出身（中退）で元は映像・映画を制作していた細川博司が自身の演出作品を上演するプロデュース団体として2000年（平成12年）大阪にて旗揚げした。2002年（平成14年）までに4回公演をおこなった後、6年間活動を休止。2008年（平成20年）第5回公演『ルルドの森』より活動再開、2011年（平成23年）劇団化し同年初の東京公演を実施。2013年（平成25年）より活動拠点を東京に移転。2017年（平成29年）4月、形態を劇団からプロデュース団体へ戻した。
アクション映画調の脚本・演出を舞台上に実現することに挑戦しており「映画ではない、演劇でもない、独特の感触をもった世界」を標榜する。素舞台または簡素な舞台美術に椅子を配置するのみで「演技の所作」「照明」「音響」により多様な場面を構成、観る者にまるで映画を観ているかのような感覚を味わわせる。外国映画の吹き替えを思わせる台詞回しや真っ暗にせずむしろ観客に注目させる場面転換もバンタムクラスステージの特徴である。
通称「バンタム銃」と呼ばれる小道具が存在するほどバンタムクラスステージ作品には銃が登場する。「バンタム銃」は引き金を引くと銃口が光るように細工されたり、引き金を引いたと同時に閃光が走ったように見えるよう照明効果で対応するモデルガンである。音は俳優の動きに合わせ音響スタッフが出す。バンタムクラスステージは「怖がらせること」をエンターテインメントと考え、銃を撃つタイミングについては細川博司により丁寧な演出がつく。撃たれると思うタイミングを外しての銃声に驚いた観客が客席に座りながら肩を跳ねさせてしまう光景が見られるほどである。

## メンバー
- 細川博司（ほそかわ ひろし） - 代表。脚本、演出、ときに制作。
- 福地教光（ふくち たかみつ）[注釈 2][注釈 3] - 俳優
- 沖田幸平（おきた こうへい）[注釈 4][注釈 5] - 俳優
- 結束友哉（けっそく ともや）[注釈 6][注釈 7] - 俳優

## 公演およびイベント、受賞歴
- 2021年
  - 10月 - 新作公演『エレモア・ムーブ』花まる学習会王子小劇場
佐藤佐吉賞2021にて最優秀作品賞[5]、優秀音響賞、優秀照明賞、優秀主演俳優賞（福地教光）の4部門を受賞[6]。佐藤佐吉賞最優秀賞発表配信にて王子小劇場芸術監督池亀三太より「総合的にクオリティが高かった」「総合点だと抜きん出ていた」とのコメントがあった。
  - 1月 - 短編映像配信「BANTAMclassSHOTtales.」ep.1『メキシカン・スタンドオフ～イースト＆ウエスト～』
- 2018年
  - 12月 - 第15回公演『クロッシング・クリスマス・クリアランス（完全版）crossing,Christmas,clearance.』新宿村LIVE
- 2016年
  - 9月 - 番外公演『THE SHORT CUTs SEVEN.』アトリエファンファーレ高円寺
短編集。
  - 2月 -  第14回公演『ルルドの森（平成二十八年版）forest of Lourdes/edition2016.』シアターKASSAI
- 2015年
  - 12月 - バンタムクラスパラダイス #3　スタジオトルク
『クロッシング・テオドア』上演。
  - 8月 - 黄金のコメディフェスティバル2015『クロッシング・ハニーズ』シアター風姿花伝
作品が2位にあたる優秀作品賞を受賞、細川博司が最優秀演出賞受賞。福地教光が最優秀俳優賞を受賞、客演のガラかつとし・CR岡本物語が優秀俳優賞を受賞[7]。
  - 5月 - 第13回公演『かべぎわのカレンダリオ』シアターKASSAI
『マレーネの晩秋』『ラウラの夏』二本立て公演。
  - 3月 - バンタムクラスパラダイス #2　中野Vスタジオ
- 2014年
  - 12月 - バンタムクラスパラダイス #1　ステージカフェ下北沢亭
  - 9月 - 黄金のコメディフェスティバル2014『シャンタンスープ』シアター風姿花伝
細川博司が優秀演出賞受賞。客演の土屋兼久が鈴木聡賞および優秀俳優賞を受賞、同じく客演の上杉逸平が優秀俳優賞を受賞[8]。
  - 8月 - 劇団6番シードとのコラボ公演『夏のショートストーリーズ』シアターKASSAI
  - 3月 - 第12回公演『Jack moment.』萬劇場
- 2013年
  - 12月 - 第11回公演『Crossing,Christmas,Clearance.』シアターKASSAI
『クロッシング・マナー』との二本立て公演。
  - 3月 - 第10回公演『CXXX:PIEDPIPERS ハーメルンの記憶』世界館
  - 1月 - プロデュース公演『短篇集：几帳面独白道化師』十三BlackBoxx
- 2012年
  - 9月 - 第24回池袋演劇祭招待公演『ルルドの森』[9]イーストステージいけぶくろ（豊島区民センター）
  - 5月 - LINX'S04『ジャガーノート』in→dependent theatre 2nd
  - 5月 - 中之島春の文化祭2012『几帳面独白道化師』ABCホール
  - 4月 - 第9回公演『洗礼者の接吻』ABCホール
- 2011年
  - 9月 - 第23回池袋演劇祭『短編集：エドゥアルド･ウルリヒ教授の鎮痛剤／他』シアターKASSAI
2位にあたる優秀賞を受賞[10]。これにより、2012年9月の招待公演が実現。
  - 2月 - 第8回公演『ジャック･モーメント／宴のあと』大阪市立芸術創造館
大阪市主催芸創セレクション選出
- 2010年
  - 3月 - 第7回公演『とはずがたりのマリア』大阪市立芸術創造館
大阪市主催芸術創造館ステップシアター選出
- 2009年
  - 2月 - 第6回公演『ルルドの森（再）』大阪市立芸術創造館
大阪市主催芸術創造館ステップシアター選出
- 2008年
  - 6月 - 第5回公演『ルルドの森』ロクソドンタブラック
- 2002年
  - 5月 - 第4回公演『花魁の首』森之宮プラネットステーション
- 2001年
  - 7月 - 第3回公演『斬り木偶』森之宮プラネットステーション
  - 4月 - 第2回公演『寄辺無者／アンタッチャブル』シアトリカル應典院
- 2000年
  - 7月 - 旗揚げ公演『風を継ぐ者』森之宮プラネットステージョン